# Camping

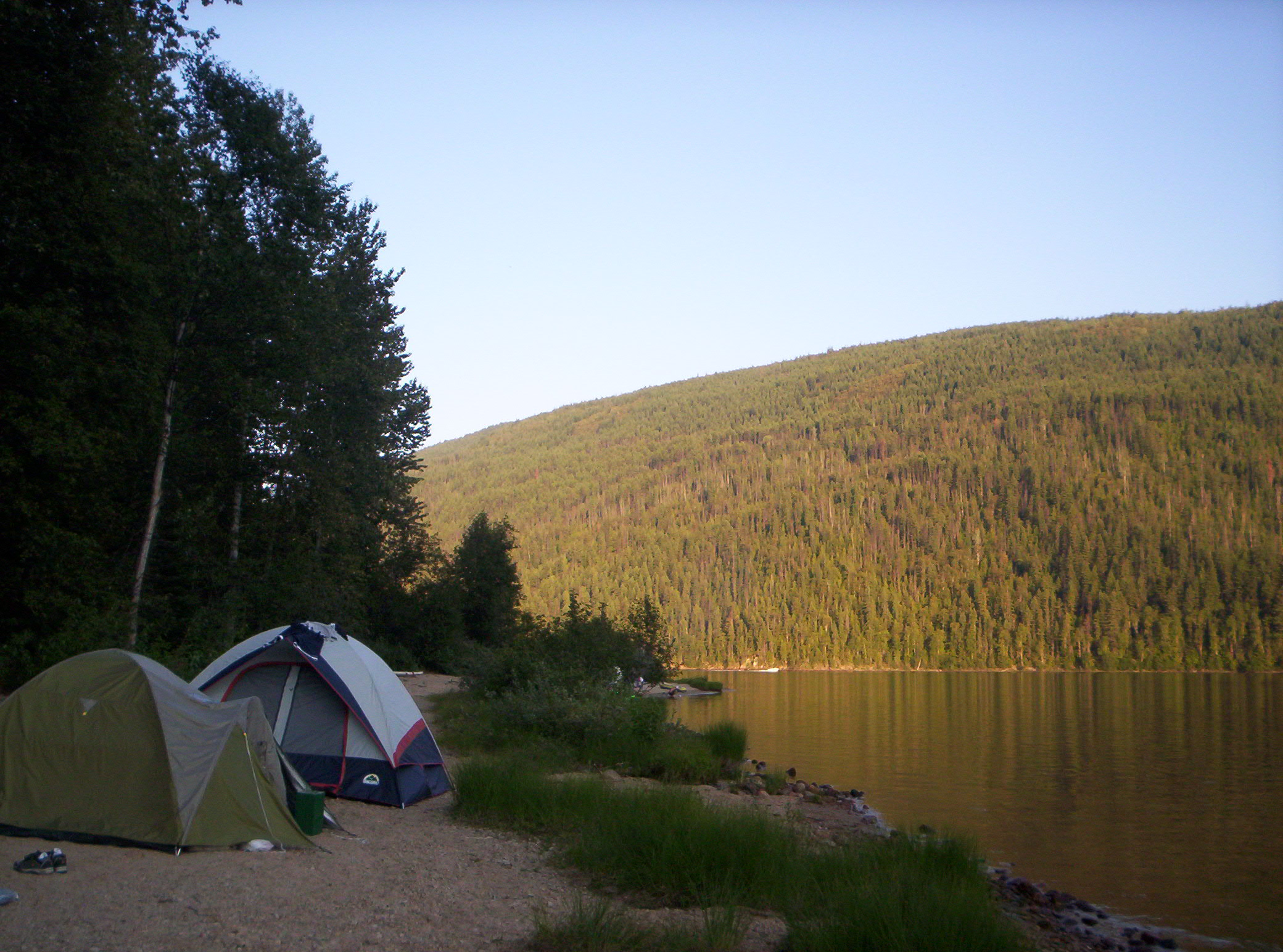
Corturi pentru camping

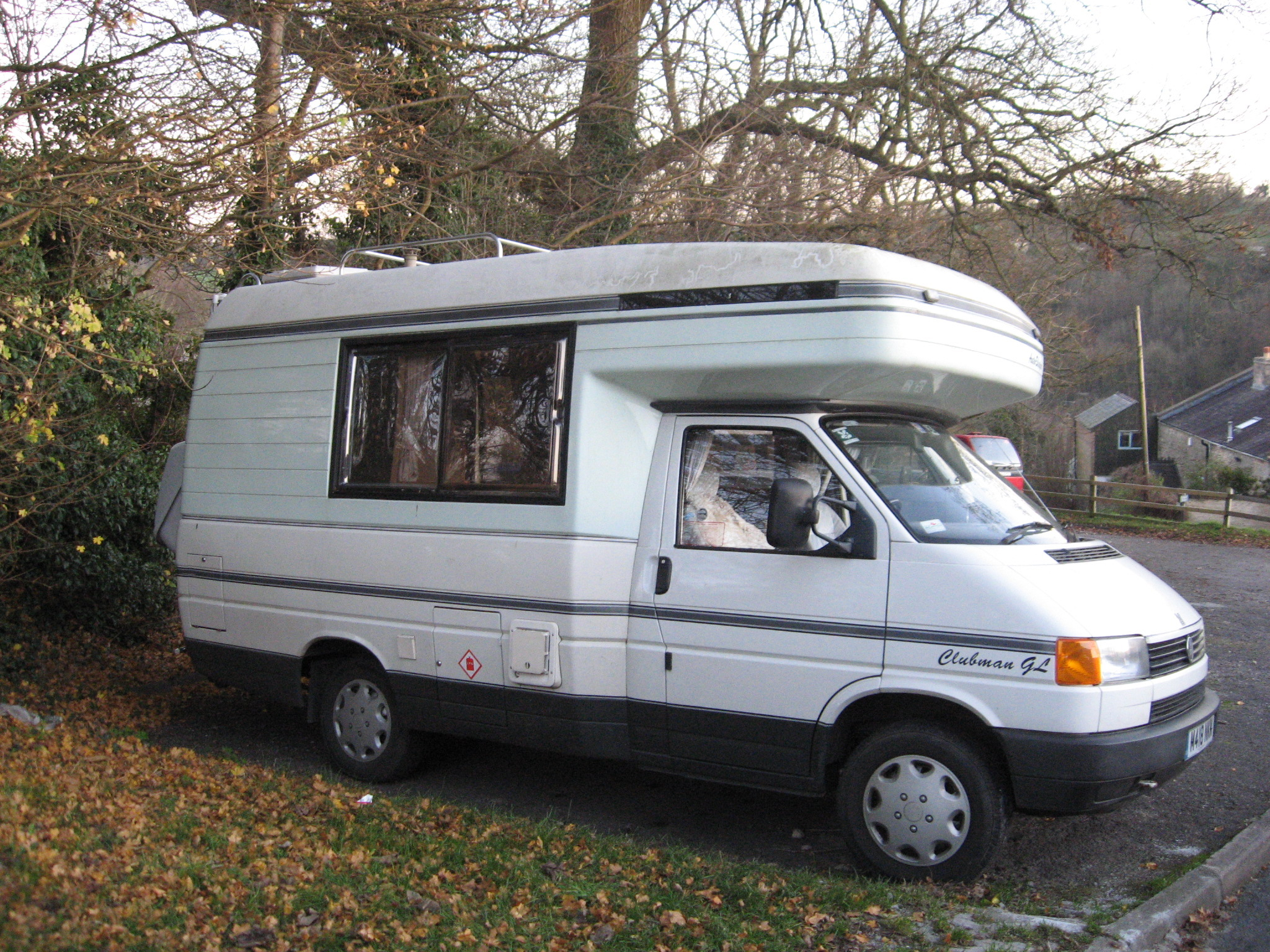
Rulotă

Campingul este locul unde turiștii pot desfășura activități recreative în aer liber, în general pe suprafețe pe care sunt instalate corturi sau baracamente pentru turiști. Cei care merg în camping părăsesc zonele urbane agitate pentru a se bucura de natură, locuind temporar în căsuțe tip camping, bungalouri, rulote, corturi, sau chiar sub cerul liber.
Campingul este o alternativă ieftină a turismului tradițional, practicat de un număr mare de oameni din întreaga lume. 
Spațiile special amenajate pentru campare se numesc locuri de campare atunci când sunt cu acces liber, respectiv campinguri, atunci când sunt amenajate în scop comercial, iar accesul se face în baza unei taxe de campare. 

## Campinguri comerciale
În România campingul este definit ca fiind o structura de primire turistică destinată să asigure cazarea turiștilor în corturi sau rulote, astfel amenajate încât să permită acestora să parcheze mijloacele de transport, să își pregătească masa și să beneficieze de celelalte servicii specifice acestui tip de unitate de cazare.
Conform legislației românești, dotările obligatorii ale unui camping comercial includ: grupuri sanitare cu lavoare, dușuri și cabine WC, parcele de campare nivelate și acoperite cu gazon, alimentare cu apă potabilă, grupuri sanitare, drumuri și alei interioare asfaltate sau pietruite, zone plantate cu arbori și arbuști pe cel putin 15% din suprafață, terenuri sau săli de sport și agrement, spații comerciale, spațiu pentru păstrarea valorilor, trusă de prim ajutor, cutie poștală, pubele gunoi, telefon la dispoziția turiștilor, împrejmuire și pază pe timp de zi și de noapte, panou cu schema campingului, iluminare a spațiilor comune, firma la intrare.
Campingurile mai pot avea dotări precum: unități de alimentație publică, grădinițe cu spații de joacă pentru copii, prize electrice pentru rulote, punct de prim ajutor, acces la internet, grupuri sanitare pentru persoane cu handicap, grilluri și vetre de foc.

## Echipament de campare

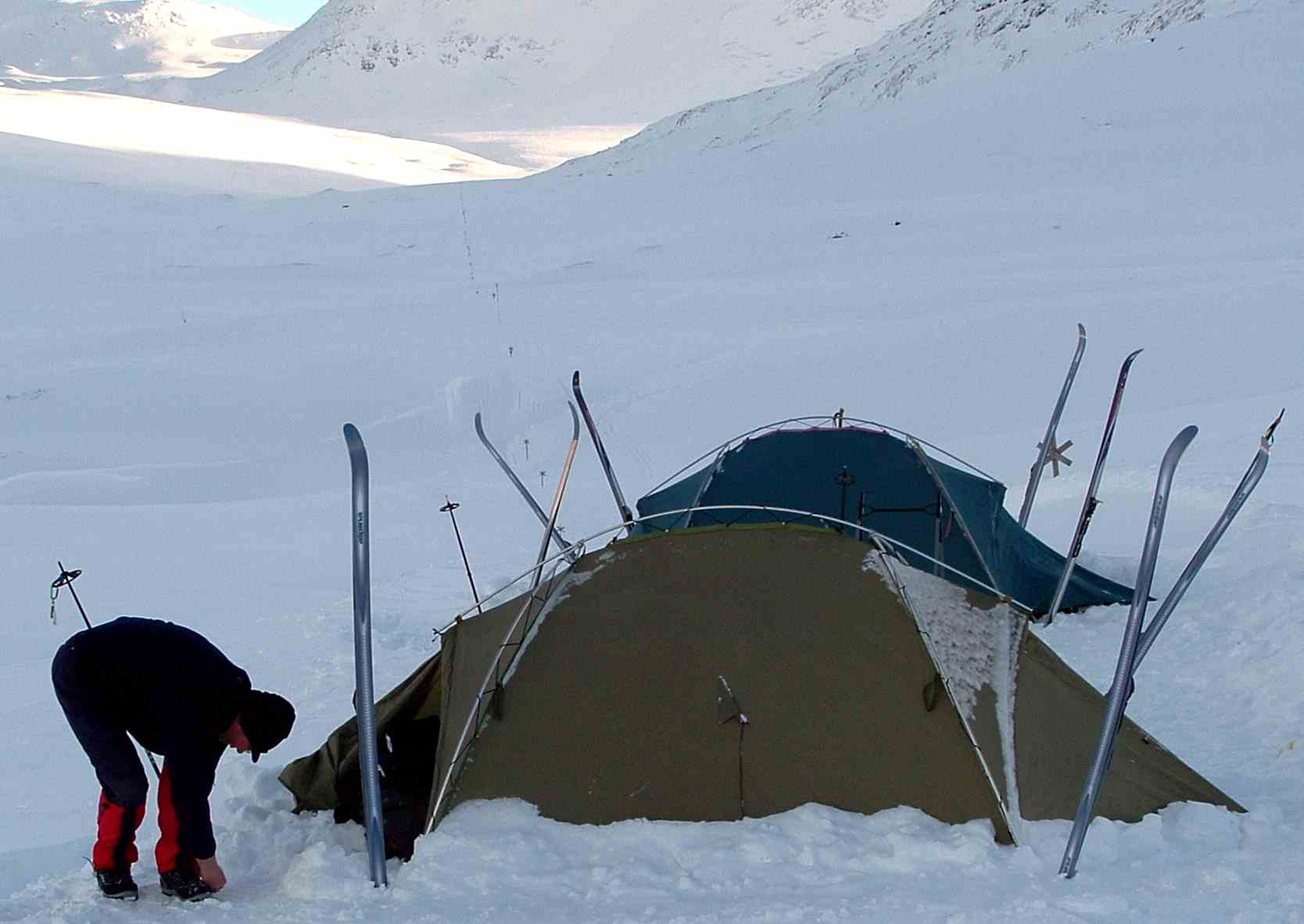
Campare pe timp de iarnă

Echipamentul folosit la campare variază în funcție de locație, anotimp, durata campării, mijlocul de locomoție, nivelul de confort dorit, etc. Echipamentul are rolul de a-i asigura turistului protecția termică, hrana și siguranța. In general echipamentul trebuie să fie ușor, compact și rezistent, fiind limitat la strictul necesar.
Echipamentul de urgentă poate include: briceag, amnar, vas metalic, folie de supraviețuire pentru asigurarea unui punct cald, pansament, banda adeziva, etc.

### Lista echipamentului uzual
- Trusă de prim ajutor
- Cort sau foaie de cort
- Sac de dormit
- Saltea izolir
- Frontală sau lanternă
- Briceag, cuțit sau secure mica
- Amnar, brichetă sau chibrituri
- Cordelină
- Haine adecvate activității și anotimpului
- Bocanci sau ghete adecvate activității și anotimpului
- Saci de gunoi
- Recipient de plastic sau metal pentru apa
- GPS